# Sü Lin
Sü Lin (čínsky pchin-jinem Xú Lín, znaky 徐霖, 1462–1538) byl čínský dramatik, básník a malíř, představitel kultury říše Ming.

## Jména
Sü Lin používal zdvořilostní jméno C’-žen (čínsky pchin-jinem Zǐrén, znaky 子仁) a literární pseudonymy Ťiou-feng (čínsky pchin-jinem Jiǔfēng, znaky 九峰) a Žan-sien (čínsky pchin-jinem Ránxiān, znaky 髯仙); znám je také jako Sü Šan-žen (čínsky pchin-jinem Xú Shānrén, znaky 徐山人).

## Život
Sü Lin pocházel z Chang-čou (长洲, dnes součást Su-čou) v oblasti Ťiang-nan, kulturním i hospodářském centru mingské Číny. V mládí studoval konfucianismus, přihlásil se k úřednickým zkouškám, když je složil, byl falešně obviněn a vzdal se kariéry. Poté žil doma a věnoval se psaní, kaligrafii a malbě. Časem získal uznání ve společnosti vzdělanců, císař Čeng-te (vládl 1505–1521) se u něj dvakrát zastavil při své cestě na jih, vysoce ocenil jeho kvality a nabídl mu místo ve státní správě, Sü Lin odmítl.
S Š’ Čungem (1438 – cca 1517) a Kuo Süem (1456 – po 1526) patřil k nankingským malířům známým rychlou spontánní malbou ve stylu Wu Weje (1459–1508). Napsal osm dramat, z nichž se zachovalo jediné, Siou-žu ťi (繡襦記, Příběh vyšívaného kabátku). Siou-žu ťi je příběh kurtizány a úředníka, rozvinutý z tchangské povídky. Je jednou z mála kvalitních her napsaných po oživení dramatu koncem 15. století.